# David LaBruyere
David Labruyere o DeLa (New Orleans, 1969) è un bassista, musicista e produttore discografico statunitense.
È noto specialmente per essere stato il bassista di John Mayer. Nel suo lungo periodo di attività ha avuto modo di collaborare e suonare in diverse band e per diversi artisti, fra cui Andy Davis, Diego Clare, David Ryan Harris, Vigilantes of Love, Sons of Summer.

## Biografia
David nasce nel 1969 e da adolescente inizia a familiarizzare con diversi strumenti musicali, fra cui violino, flauto, chitarra e batteria, ma quando imbraccia il basso, all'età di 16 anni, sente di aver trovato il suo strumento ideale. Diversi anni dopo, all'Eddie's Attic, incontra per la prima volta John Mayer e da quel momento in poi si unisce a lui come bassista, iniziando a spostarsi fra le principali città americane per suonare. I due viaggiano sulla stessa lunghezza d'onda e, unendo le forze, riescono ad attirare l'attenzione di alcune fra le principali etichette discografiche.
John Mayer diventa sempre più popolare e molto velocemente sale in testa alle classifiche quando, nel 2001, pubblica sotto Sony l'album Room For Squares.
David ha più volte ammesso di essersi dato molto da fare durante le registrazioni dell'album, e in alcuni pezzi del CD la linea di basso è impegnativa e complessa. Una delle tracce in cui il basso viene considerato fondamentale e anche piuttosto elaborato è No Such Thing.
Attualmente non è più bassista per John Mayer, in quanto sostituito da Pino Palladino prima e Sean Hurley dopo.

### La strumentazione
David Labruyere si serve di una strumentazione di gran qualità.
Possiede diversi bassi, la maggior parte Fender. In particolare utilizza un Fender Jazz Bass del '62 Pre-cbs color sunburst, (che predilige per registrare), un Jazz Bass Replica del suo 62', e diversi Precision Bass.
Per quanto riguarda l'amplificazione, la maggior parte delle volte utilizza un Ampeg SVT-CL collegato a un cabinet da 8x10 Ampeg. Ha anche altri amplificatori.